# توماز
توماز (بالبرتغالية: Antonio Thomaz Santos de Barros‏) هو لاعب كرة قدم برازيلي في مركز الوسط، ولد في 2 مايو 1986 في ساو باولو في البرازيل. لعب مع غراميو اساسكو اوداكس اسبورت كلوب ونادي أفاي لكرة القدم ونادي إنترناسيونال ونادي خورخي ويلسترمان ونادي كاشياس دو سول ونادي كياسو.

## وصلات خارجية
- توماز على موقع قاعدة بيانات كرة القدم.إي يو (الإنجليزية)
- توماز على موقع Soccerway.com (الإنجليزية)